# Ruta Estatal de Nevada 860
La Ruta Estatal de Nevada 860, y abreviada SR 860 (en inglés: Nevada State Route 860) es una carretera estatal estadounidense ubicada en el estado de Nevada. La carretera inicia en el Sur desde la Derby Field hacia el Norte en la Frontage Road/Antigua US 40. La carretera tiene una longitud de 3 km (1.888 mi).

## Mantenimiento
Al igual que las autopistas interestatales, y las rutas federales y el resto de carreteras estatales, la Ruta Estatal de Nevada 860 es administrada y mantenida por el Departamento de Transporte de Nevada por sus siglas en inglés Nevada DOT.

## Cruces
La Ruta Estatal de Nevada 860 es atravesada principalmente por la .